# Cincuenta y seis
El cincuenta y seis (56) es el número natural que sigue al  55 y precede al 57.

## Matemáticas
- Es un número compuesto, que tiene los siguientes factores propios: 1, 2, 4, 7, 8, 14 y 28. Como la suma de sus factores propios es 64 > 56, se trata de un número abundante. La suma de todos sus divisores: 1, 2, 4, 7, 8, 14, 28 y 56 = 120.
- Número par.
- Es la suma de los 6 primeros números triangulares por tanto es un número tetraédrico.
- Es la suma de 6 números primos consecutivos, 56 = 3 + 5 + 7 + 11 + 13 + 17.
- Número de Erdős-Woods.
- Número refactorizable.
- Número semiperfecto.
- Número de particiones de 11.
- Es un número oblongo.
- Es un número práctico.
- Forma parte de la ternas pitagóricas (33, 56, 65), (42, 56, 70), (56, 90, 106), (56, 105, 119), (56, 192, 200), (56, 390, 394), (56, 783, 785).
- Es un número palíndromo en el sistema de numeración posicional de base 3 (2002).
- Es un número poligonal central.
- El determinante máximo en una matriz de ceros y unos de 8 por 8 es 56.
- El único número conocido n tal que φ ( n - 1) σ ( n - 1) = φ ( n ) σ ( n ) = φ ( n + 1) σ ( n + 1) , donde φ ( m ) es la función φ de Euler y σ ( n ) es la suma de la función divisor.

## Ciencia
- 56 es el número atómico del bario (Ba).
- Objeto astronómico del catálogo Messier M56 es un cúmulo globular en la constelación de Lyra.
- (56) Melete es un asteroide perteneciente al cinturón de asteroides.